# 毛莲蒿
毛莲蒿（学名：[Artemisia vestita] 错误：{{Lang}}：文本有斜体标记（帮助））为菊科蒿属的植物。分布在克什米尔、尼泊尔、印度、巴基斯坦以及中国大陆的湖北、甘肃、四川、西藏、贵州、新疆、云南、青海、广西等地，生长于海拔2,000米至4,000米的地区，多生长在山坡、草地、灌丛以及林缘等处，目前尚未由人工引种栽培。

## 别名
老羊蒿、结日蒿、山蒿、白蒿（四川、云南西部）